# 588e régiment d'aviation de bombardement de nuit
Le 588e régiment d'aviation de bombardement de nuit (en russe : 588 ночной бомбардировочный авиационный полк, Notchnoï Bombardirovotchnyï Aviatsionnyï Polk, 588e NBAP) renommé plus tard 46e régiment d'aviation de bombardement de nuit de la Garde « Taman », était un régiment soviétique de bombardement nocturne durant la Seconde Guerre mondiale. Il se distinguait par le fait qu'il était exclusivement composé d'équipages féminins. Il était rattaché au groupe d'aviation no 122.

## Histoire

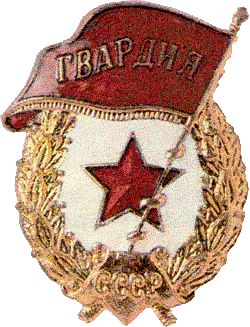
Badge de la Garde soviétique.

Alors que les femmes n'étaient pas acceptées sur les théâtres d'opérations de l'Armée rouge, le 8 octobre 1941, Joseph Staline ordonne la création de trois régiments de pilotes féminins, dont l'un devient le 588e NBAP. Cette formation fut créée à l'instigation de Marina Raskova et commandée par la major Ievdokia Berchanskaïa.
Leur mission était le harcèlement et le bombardement contre l'Armée allemande entre 1942 et la fin de la guerre. Le régiment a accompli plus de 23 000 sorties, larguant plus de 3 000 tonnes de bombes, 26 000 obus incendiaires,. Trente-trois de ses membres seront décorées du titre de Héros de l'Union soviétique dont 5 à titre posthume.
Le régiment volait sur des biplans obsolètes Polikarpov Po-2, conçus en 1928 et destinés à être utilisés comme avions d'entraînement et non de combat réel. À cause du poids des bombes, les pilotes ne pouvaient emporter de parachutes avec elles jusqu'en 1944. Elles ne possédaient pas de radar, s'orientant dans la nuit avec une carte et une boussole. Bien que les avions fussent obsolètes et lents, les pilotes firent un usage audacieux de leur manœuvrabilité exceptionnelle, ils avaient l'avantage d'avoir une vitesse maximale inférieure à la vitesse de décrochage des Messerschmitt Bf 109 et Focke-Wulf 190, en conséquence, les pilotes allemands les trouvaient très difficiles à abattre. Une de leurs techniques de furtivité était de passer leur moteur au ralenti à l'approche de la cible et de planer jusqu'au point de largage, portées par le vent. Les Allemands les surnommèrent les Nachthexen (« sorcières de la nuit », en anglais : Night Witches et en russe : Ночные ведьмы) en comparant le faible bruit émis par leurs avions à celui que ferait un balai de sorcière.
En juin 1942, le 588e NBAP fait partie de la 4e armée de l'air soviétique. En février 1943, le régiment reçoit le titre prestigieux de Garde soviétique et est réorganisé dans le 46e régiment de bombardiers de nuit et en octobre 1943 il devient le Gv 46 NBAP « Taman ». Le régiment a combattu sur le front du Caucase, lors de la libération de la Crimée et est engagé jusqu'à la Vistule.
La nuit la plus tragique de l’histoire du régiment fut celle du 31 juillet au 1er août 1943, lorsque quatre avions furent détruits au-dessus de la tête de pont du Kouban sur la péninsule de Taman, dont trois par le pilote de la Lutwaffe Josef Kociok (en), qui fut surnommé ensuite « Hexenjäger » (« chasseur de sorcières »), et un autre par la défense antiaérienne.

## Postérité
C'est l'unité la plus décorée de la Force aérienne soviétique, chaque pilote ayant effectué près de 1 000 missions jusqu'à la fin de la guerre et vingt-trois pilotes ont obtenu le titre de Héros de l'Union soviétique. Trente et unes de ses membres sont mortes au combat.
Le groupe de metal suédois Sabaton a écrit la chanson Night Witches de leur album Heroes en hommage au régiment.

## Personnel de la formation
En tout, 261 personnes ont servi dans le régiment, 23 ont été décorées du titre de Héros de l'Union soviétique, deux de celui de Héros de la fédération de Russie et une de celui de Héros de la République du Kazakhstan.
Commandement
- Commandant - Ievdokia Berchanskaïa
- Colonel du régiment - Serafima Amosova
- Commissaire - Ievdokia Rachkevitch
- Cheffes de bataillons - Maria Fortus et Irina Rakobolskaïa
- Cheffes des communications - Valentina Stoupina puis Kiouaz Dospanova

Héroïnes de l'Union soviétique, de la Fédération de Russie et du Kazakhstan
- Raisa Aronova
- Vera Belik †
- Marina Tchetchneva
- Roufina Gacheva
- Polina Gelman
- Larissa Litvinova
- Tatiana Makarova †
- Natalia Mekline
- Ievdokia Nikoulina
- Ievdokia Nosal †
- Olga Sanfirova †
- Zoïa Parfenova
- Ievdokia Pasko
- Nadejda Popova
- Nina Raspopova
- Ievguenia Roudneva †
- Iekaterina Riabova
- Irina Sebrova
- Maria Smirnova
- Maguba Syrtlanova
- Nina Oulianenko
- Ievgenia Jigoulenko
- Aleksandra Akimova
- Tatiana Soumarokova
- Kiouaz Dospanova

Autres membres
- Glafira Kashirina †

## Parcours
- 12 juin 1942, le régiment effectue sa première sortie de combat dans le territoire des steppes de Sal. Le régiment subit ses premières pertes.
- Jusqu’en août 1942, le régiment combat sur les rivières Mious, Don et dans la banlieue de Stavropol.
- D’août à décembre 1942, le régiment participe à la défense de Vladikavkaz.
- Janvier 1943, le régiment participe à la percée des lignes défensives ennemies sur la rivière Terek.
- De mars à septembre 1943, les pilotes du régiment participent à la percée de la défense allemande sur la péninsule de Taman et à la libération de Novorossiïsk.
- D’avril à juillet 1943, batailles aériennes au Kouban.
- De novembre 1943 à mai 1944, le régiment participe à l’opération de débarquement Kertch-Eltigen et à offensive de Crimée.
- Juin-juillet 1944, le régiment combat en Biélorussie, aidant à libérer Moguilev, Tcherven, Minsk, Bialystok.
- Août 1944, le régiment opère sur le territoire de la Pologne, participe à la libération d’Augustów, Varsovie, Ostrołęka.
- Janvier 1945, le régiment combat en Prusse-Orientale.
- Mars 1945, les gardes du régiment participent à la libération de Gdynia et de Gdansk.
- Avril 1945 et jusqu’à la fin de la guerre, le régiment aide à percer les défenses allemandes sur l’Oder.

## Missions
Au cours de la guerre, le régiment a effectué 23 672 sorties, dont :
- Bataille du Caucase - 2 920 sorties ;
- Libération du Kouban, Taman, Novorossisk - 4 623 sorties ;
- Libération de la Crimée - 6 140 sorties ;
- Libération de la Biélorussie - 400 sorties ;
- Libération de la Pologne - 5 421 sorties ;
- Bataille en Allemagne - 2 000 sorties.

L'intervalle entre chaque sortie est de 5 à 8 minutes, souvent la nuit, l'unité effectuant 6 à 8 sorties par jour en été et 10 à 12 sorties en hiver.
La durée totale des vols effectuée est de 28 676 heures soit 1 191 jours au total.
Les bombardiers ont largué plus de 3 000 tonnes de bombes, 26 000 obus incendiaires. Selon des statistiques incomplètes du régiment, ont été détruits et endommagés : 17 ponts, 9 trains, 2 gares, 26 entrepôts, 12 dépôts de carburant, 1 avion, 2 barges, 176 voitures, 86 postes de tir et 11 projecteurs.

## Décorations et distinctions
- Garde soviétique (8 février 1943)[11]
- Ordre du Drapeau Rouge (24 avril 1944)[12]
- Ordre de Souvorov 3e classe (5 avril 1945)[13]